# Thomas von Wickede (1470–1527)

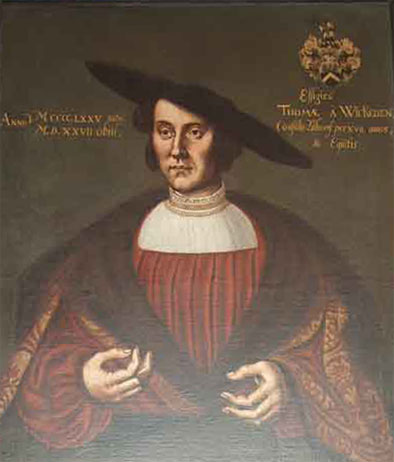
Thomas von Wickede in der Bürgermeistergalerie im Lübecker Rathaus

Thomas von Wickede (* um 1470 in Lübeck; † 28. November 1527 ebenda) war ein deutscher Bürgermeister der Hansestadt Lübeck, welcher der größte Außenpolitiker im ersten Viertel des 16. Jahrhunderts war.

## Leben
Thomas von Wickede entstammte der Lübecker Ratsfamilie von Wickede. Seine Mutter Heileke geb. Bere (1446–1511) war eine Tochter des Ratsherren Johann Bere. Thomas wurde 1501 Mitglied der Zirkelgesellschaft. 1506 wurde er zunächst Ratsherr, dann 1511 Bürgermeister der Stadt. Sein Wirken fällt in eine Zeit kriegerischer Auseinandersetzungen Lübecks und der Hanse mit Dänemark, die dank seines politischen und diplomatischen Geschicks zugunsten der Stadt ausgingen. Er vertrat die Stadt vielfach auf Hansetagen, beim Frieden von Malmö 1512, und bei Verhandlungen mit den Niederlanden in Bremen 1514. Im Jahre 1524 vertrat er Lübecks Interessen in Hamburg bei den Verhandlungen über die Absetzung von König Christian II. von Dänemark. Bei der Krönung von dessen Nachfolger Friedrich I. von Dänemark stand er an der Spitze der hansischen Delegation und wurde im Beisein von König Gustav I. Wasa von Schweden von Friedrich I. zum Ritter geschlagen.

## Familie
Er war mit Geseke von Calven (* um 1478; † 1524)   verheiratet. Sie war eine Tochter des Ratmanns Heinrich von Calven. Von seinen Söhnen wurde Gottschalk († 1558) im Jahre 1548 ebenfalls in den Rat gewählt. Ein anderer Sohn Blasius († 1547) war Hauptmann auf Bornholm. Die Tochter Hedwig heiratete Nikolaus Bardewik, der im Todesjahr ihres Vaters mit nur 21 Jahren zum Ratsherrn ernannt wurde.